# Walden (film)
Walden (nebo také Diaries, Notes and Sketches) je americký film z roku 1968, který natočil experimentální filmař Jonas Mekas. Po několika letech natáčení scén ze svého každodenního života byl Mekas pověřen muzeem Albright–Knox Art Gallery, aby z nich sestavil film. Walden byl jeho prvním velkým deníkovým filmem (později následovaly například snímky Reminiscences of a Journey to Lithuania a As I Was Moving Ahead Occasionally I Saw Brief Glimpses of Beauty). Svůj název dostal podle stejnojmenné knihy od Henryho Davida Thoreaua.
Film Walden je rozdělen do čtyř částí. Zobrazuje události z Mekasova života s mezititulky, které říkají, jaká scéna bude následovat. Zvuková složka filmu střídá hudbu, Mekasovo vyprávění a přírodní zvuky. Hudba byla buď nahrána přímo na místech, kde byly dané scény natáčeny, či později z televize či gramofonových desek. Část hudby dodatečně složil a nahrál hudebník John Cale. Mekas při dokončování filmu Caleovu hudbu dvojnásobně zrychlil. Mekas natočil film Walden na 16 mm kameru značky Bolex v letech 1964 až 1968. Využíval různé druhy filmového materiálu podle dostupnosti. Když nebyl dostupný barevný film, natáčel černobíle. Na nahrávání zvuků používal zařízení společností Nagra a Sony.
Ve filmu vystupují například spisovatelé Allen Ginsberg, Norman Mailer, umělec Andy Warhol, John Lennon, Yoko Ono, Timothy Leary, Jack Smith, Marie Menken, Barbet Schroeder či členové hudební skupiny The Velvet Underground.